# Тинка
Тинка — річка в Україні, у Коростенському районі Житомирської області. Права притока Олешні (басейн Прип'яті).

## Опис
Довжина річки приблизно 6,2 км.

## Розташування
Бере початок на заході від Рудні-Калинівки. Тече переважно на північний захід через Обиходи і впадає у річку Олешню, праву притоку Ужу.